# Цзяжун
Цзяжун (кит. упр. 嘉戎, пиньинь jiāróng), кара (самоназвание), чжаронг, гьялронг (тиб. rGyal-rong) — субэтническая группа тибетцев в Китае. Относятся к тибетскому варианту дальневосточной расы большой монголоидной расы. Населяют долины горного хребта Лайбаланшань на правом берегу реки Минцзян (провинция Сычуань) в пределах Аба-тибетско-цянского автономного округа (уезды Маэркан,  Сяоцзинь, Ли). Цзяжун проживают так же в уездах Даньба и Даофу Ганьцзы-тибетского автономного округа и в уезде Баосинь той же провинции. Говорят на языке гярун центральной группы сино-тибетской семьи (Решетов 2000 : 610).

## Религия
Верующие — тибетские буддисты, принадлежащие к ветви бон, часть придерживается традиционных верований. В начале XX века было распространено шаманство (Решетов 1988 : 500).

## Численность
Свыше 70 тыс. человек (Решетов 1988 : 500).

## Происхождение
По сохранившимся легендам, предки цзяжун около 600 лет назад населяли районы северного Тибета и Синьцзяна. Позже они переселились на юг, где им за заслуги в войнах с монгольскими завоевателями были предоставлены земли к западу от р. Минцзян. Затем, в результате столкновения с императорскими войсками Китая, они были оттеснены из долин в горы. По другим легендам цзяжун — потомки переселенцев из Нгари (близ Камба Дзонг, западный Тибет). Они пришли на правый берег р. Минцзян в начале XIII в., вместе с монгольскими войсками, где за военные заслуги получили от юаньской династии Китая земли, на которых потомки их живут до сих пор. Цзяжун делились на несколько племен часто воевавших между собой. В начале XX в. у них существовало несколько феодальных владений. Уже давно племенная структура у цзяжун прикрывала довольно развитые феодальные отношения. Вожди племен были полновластными господами в пределах своих владений. Территория племени-своеобразное княжество-делилась на районы, управлявшиеся наместниками вождя (Решетов 1965 : 522; 1975 : 198).
Происхождение цзяжунов связывают с древними цянами, предками современных цянов, и жунами. Цюань-жуны, предшественники цянов, и жуны, по одной из версий, были прототибетцами, по другой версии — древними монголами.

## Традиционные занятия
Земледелие (пшеница, ячмень, кукуруза, гречиха, овощи, в прошлом-опийный мак) и животноводство (крупный рогатый скот, яки, низкорослые лошади, козы, овцы, свиньи). Осенью и зимой промышляют охотой. Основные ремёсла — ткацкое и оружейное, центр которого находился в Сомо (Решетов 2000 : 610).

## Быт
Поселения расположены по склонам гор и состоят обычно из нескольких десятков домов. Традиционное жилище — двухэтажный каменный дом с двускатной крышей из щепы, придавленной сверху камнями. Первый этаж служит помещением для скота. В каждом селении есть 1-2 (иногда больше) каменные башни высотой в 18-20 м, четырёхугольной формы. Раньше они служили убежищем для жителей деревни при нападении врагов. Мужская одежда в целом не отличается от восточно-тибетской, но головной убор — навой в виде чалмы (как у цян) или фетровая шляпа. Женщины носят платье, перехваченное в талии поясом, серебряные украшения, в основном браслеты и серьги. Волосы заплетают в 2 косы. Пища состоит из цзамбы, лепешек, овощей, мяса, молока, масла, чая. Но цзяжун довольно охотно употребляли в пищу яйца. Способы приготовления пищи в общем не отличаются от тибетских. Крепкие напитки приготовляли из ячменя с различными травами и цветами. Преобладает малая семья. В прошлом среди вождей племен была распространена полигамия.Брак заключали с ведома родителей, сватом обычно выступал дядя жениха. После свадьбы молодая возвращалась в дом своих родителей и только через несколько месяцев окончательно переселялась в дом мужа. Издавна женщина пользовалась большим уважением и почетом. Она имела равные права с мужчинами в решении различных дел, обрабатывала поля, пасла скот, занималась торговлей (Решетов 1965 : 522).